# Milhosť

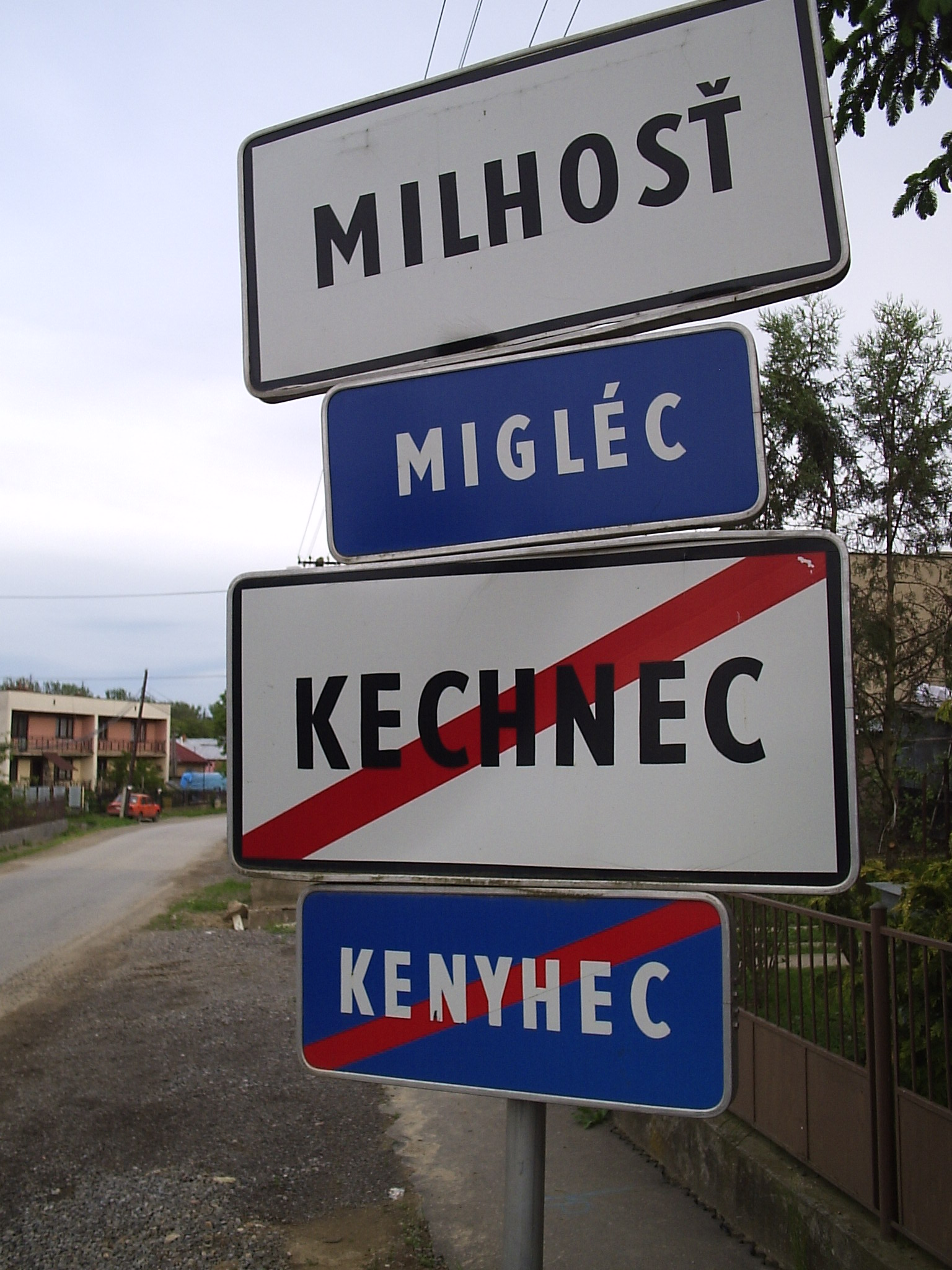
Dwujęzyczne napisy na tablicach

Milhosť – wieś (obec) na Słowacji położona w kraju koszyckim, w powiecie Koszyce-okolice. Pierwsze wzmianki o miejscowości pochodzą z roku 1318. 
Według danych z dnia 31 grudnia 2012, wieś zamieszkiwało 385 osób, w tym 184 kobiety i 201 mężczyzn.
W 2001 roku rozkład populacji względem narodowości i przynależności etnicznej wyglądał następująco:
- Słowacy – 54,94%
- Czesi – 0,29%
- Romowie – 1,16%
- Węgrzy – 41,86%

Ze względu na wyznawaną religię struktura mieszkańców kształtowała się w 2001 roku następująco:
- Katolicy rzymscy – 48,84%
- Grekokatolicy – 5,52%
- Ewangelicy – 0,87%
- Ateiści – 2,91%
- Nie podano – 2,33%